# Kirche Wilhelmshorst

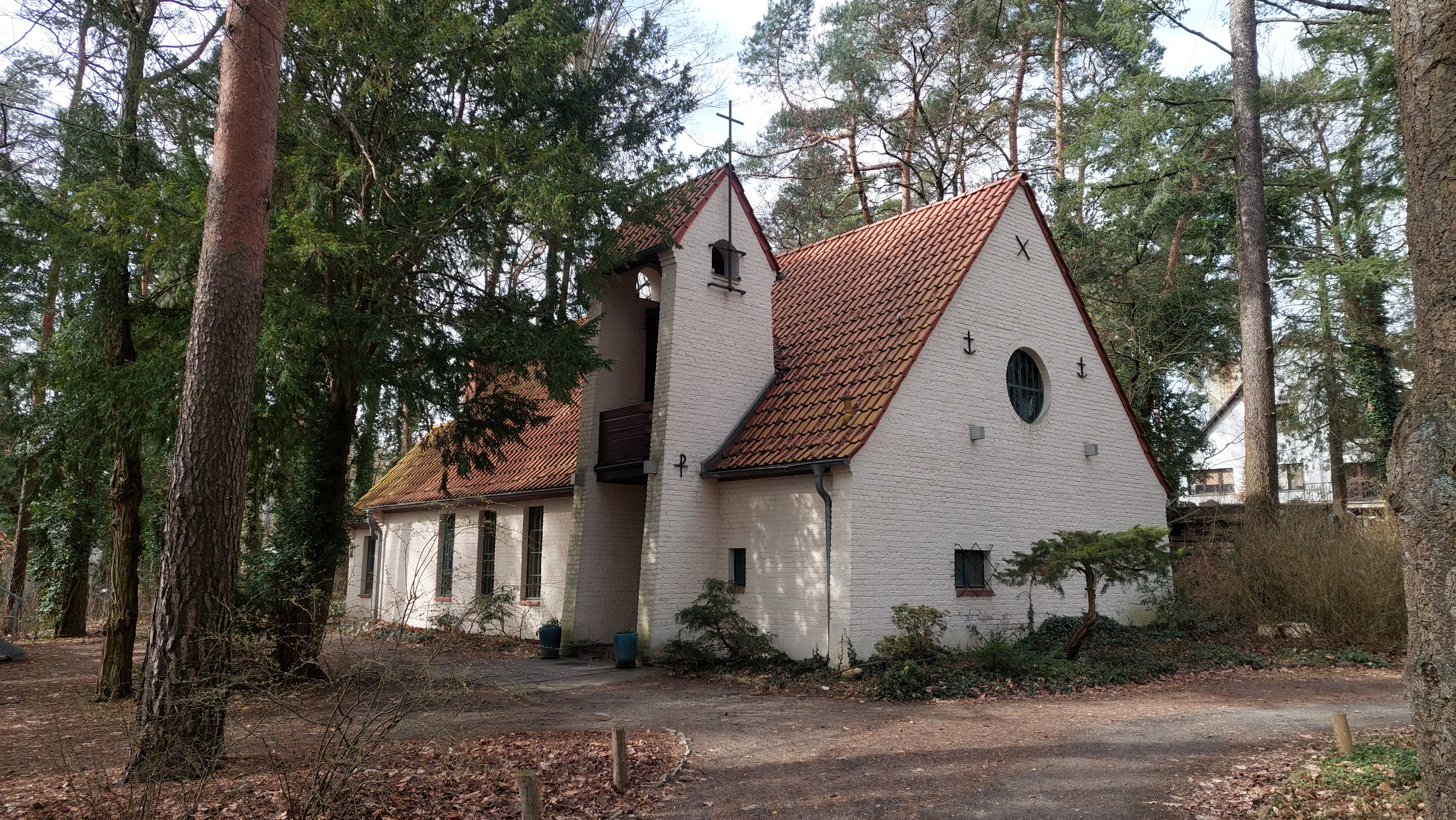
Kirche in Wilhelmshorst

Die evangelische Kirche Wilhelmshorst ist eine Saalkirche in Wilhelmshorst, einem Ortsteil der Gemeinde Michendorf im brandenburgischen Landkreis Potsdam-Mittelmark. Die Kirche gehört der Kirchengemeinde Wilhelmshorst-Langerwisch im Kirchenkreis Mittelmark-Brandenburg der Evangelischen Kirche Berlin-Brandenburg-schlesische Oberlausitz an. Das Gebäude steht unter Denkmalschutz.

## Lage und Geschichte

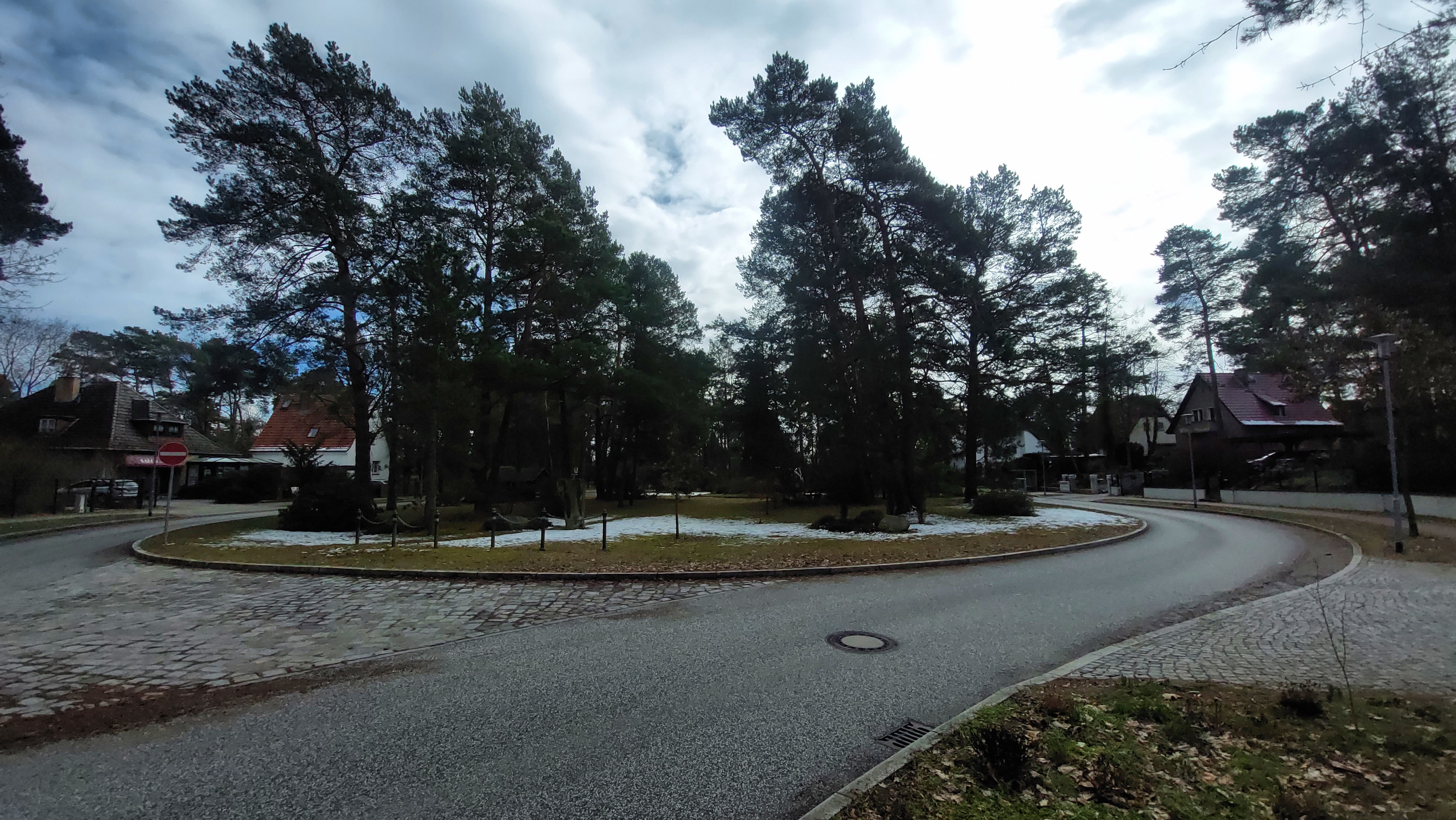
Der heutige Goetheplatz war ursprünglich für den Kirchenbau vorgesehen

Die Kirche wurde 1936/37 nach einem Entwurf von Winfried Wendland gebaut. Sie befindet sich im nördlichen Teil von Wilhelmshorst auf der westlichen Seite der Peter-Huchel-Chaussee südlich des Goetheplatzes. Das Grundstück, auf dem sie steht, war ursprünglich für das Pfarrhaus vorgesehen und ist von alten Kiefern sowie Douglasien und Lebensbäumen eingerahmt.
Vor 1915 gehörte Wilhelmshorst zur Kirchengemeinde Langerwisch, ab 1926 bildete es zusammen mit Langerwisch einen Pfarrsprengel und wurde eine eigenständige Kirchengemeinde. Der Bau einer Kirche war bereits seit der Gründung der Kolonie geplant. Der Ortsgründer Wilhelm Mühler hatte auf dem damaligen Kirchplatz (dem heutigen Goetheplatz) schon in einem Plan von 1907 einen Kirchenbau vorgesehen. Das Gebäude sollte auf einem der drei reservierten Grundstücke für kirchliche Bauaufgaben (Kirche, Pfarrhaus und Friedhof) entstehen.
Die konkreten Planungen für den Kirchenbau begannen erst nachdem Wilhelmshorst eine eigenständige Kirchengemeinde geworden war. Allerdings scheiterten diese zunächst aufgrund von Finanzierungsproblemen. Der Kirchenbaufonds, in den die Bau-Erschließungsträger gemäß Ansiedlungsgesetz von 1904 eingezahlt hatten, war durch die Inflation wertlos geworden.
Ein erster Entwurf von etwa 1931 sah einen recht stattlichen Bau mit Kirchenraum, Gemeindesaal und Wohnung vor. Der Entwurf stammte von einem namentlich nicht bekannten Architekten. Der Auftrag zum Bau der Kirche wurde schließlich 1936 an den Berliner Architekten Winfried Wendland vergeben, der einen bescheideneren Entwurf mit Kirchen- und Gemeinderaum entwarf. Die Reduktion der Pläne war neben finanziellen Problemen auch auf die ablehnende Haltung der nationalsozialistisch dominierten Gemeindeverwaltung gegenüber einem Kirchenbau zurückzuführen. Daher wurde die Kirche nicht wie ursprünglich geplant auf dem Kirchplatz, sondern auf dem für das Pfarrhaus vorgesehenen Grundstück errichtet.
Die Michendorfer Baufirma Fritz Otto erhielt den Auftrag für die Ausführung des Kirchenbaus, während die Malerarbeiten von dem Wilhelmshorster Künstler Adolph Eckhardt durchgeführt wurden, der im Jahr 1942 auch drei farbige Glasfenster spendete. Die Kirche wurde am 23. März 1937 eingeweiht.
Obwohl mit Winfried Wendland ein glühender Nationalsozialist dafür verantwortlich war, dass die Gemeinde ein eigenes Gotteshaus bekam, herrschte im Inneren der Geist der bekennenden Kirche. Der Pfarrer Bruno Haese sorgte dafür, dass der Bibelspruch „Ich bin der Weg und die Wahrheit und das Leben, niemand kommt zum Vater denn durch mich“ über dem Altar angebracht wurde, was die erste These der Barmer Theologischen Erklärung von 1934 war. Dieses Bekenntnis war das Fundament der Bekennenden Kirche, die sich weigerte, Adolf Hitler als von Gott gesandten Führer anzuerkennen, im Gegensatz zur Deutschen Kirche. In der Regel war der Architekt auch für die Innenausstattung der Kirche zuständig. Es ist nicht bekannt, ob Wendland die Bedeutung des Spruchs schlichtweg nicht kannte oder ob er den Pfarrer trotzdem gewähren ließ. Mit Otto Dudzus war ab 1938 sogar einen Schüler von Dietrich Bonhoeffer als Hilfspfarrer in Wilhelmshorst tätig.
1949 erhielt die Kirche eine Orgel. In den 1950er-Jahren wurde ein Anbau auf der Westseite der Kirche hinzugefügt, der sich stilistisch an den vorhandenen Bau anpasst und möglicherweise ebenfalls von Wendland entworfen wurde. In den frühen 1990er-Jahren wurde das Dach erneuert, während eine Renovierung im Jahr 2002 hauptsächlich das Innere betraf.

## Baubeschreibung
Es handelt sich um einen schlichten, rechteckigen Saalbau mit Satteldach, der giebelständig zur Straße ausgerichtet ist. Der östliche Teil beherbergt den Gemeinderaum und der westliche Teil den Kirchenraum. Auf der südlichen Längsseite befindet sich ein offener Glockenturm mit Eingang, über den sowohl der Kirchenraum als auch der Gemeinderaum zugänglich sind. Die Seitenwände des Turmes sind leicht geböscht. Auch die Giebelseite weist geböschte und über die Längsseiten hinausgezogene Wände auf. Auf der Westseite befindet sich ein chorartiger Anbau. In der Ostgiebelseite gibt es ein kreisförmiges Fenster, flankiert von schmiedeeisernen Kreuz- und Ankersymbolen sowie einem schmiedeeisernen Andreaskreuz darüber. Der Kirchenraum wird durch vier hohe, schmale Fenster in den Längswänden gegliedert, während der Gemeinderaum davon durch betont querformatige Fenster (Nordseite) abgesetzt ist. Die Außenhaut des gesamten Baus besteht aus weiß geschlämmten Ziegeln. Die bescheidene Ausführung des Kirchenbaus im Vergleich zum ersten Entwurf veranschaulicht die Einschränkungen, denen der Kirchenbau zur Zeit des Nationalsozialismus unterlag.
Innen befindet sich ein halb geöffneter, als Hängewerk konstruierter Dachstuhl, der auf den vorgelagerten Holzstützen auf den Kirchenwänden ruht. Der Altarraum, der sich auf der Westseite befindet, ist um vier Ziegelstufen erhöht und durch die seitlich angefügten Nebengelasse (das rechte als Sakristei genutzt, das linke ursprünglich als Heizraum) schmaler als das Schiff, aber bei einheitlicher Mauerflucht im Außenbau. Auf der Ostseite befindet sich eine Orgelempore mit Holzbrüstung. Unter der Empore befindet sich der Gemeinderaum, der durch eine versenkbare Fensterwand mit dem Kirchenraum verbunden werden kann. Der Raumeindruck wird durch das dunkel lasierte Holz von Decke und Orgelempore sowie durch die Ausstattungsstücke aus roten Klinkern bestimmt.
Es gibt drei bleigefasste Glasfenster, die 1942 von dem Wilhelmshorster Künstler Adolph Eckhardt angefertigt und gestiftet wurden. An der Südwand befindet sich ein Fenster mit Abbildung des Apostels Petrus, an der Nordwand ein Fenster mit Abbildung des Apostels Jakobus des Älteren. Das Fenster an der Nordwand enthält die Inschrift: „Die Kirche wurde im Jahre 1937 erbaut und am 23. Mai eingeweiht. A.D. Eckhardt“.

### Ausstattung
Die Kirche verfügt über verschiedene Ausstattungsstücke. Im Altarraum befindet sich ein bauzeitliches Kruzifix, das vom Berliner Bildhauer August Weiser gefertigt wurde. Die Orgel wurde 1947 vom Unternehmen Alexander Schuke aus Potsdam gebaut und besitzt sechs Register, ein Manual und ein Pedal sowie eine mechanische Schleiflade. Die erst im Jahr 1949 aufgestellte Orgel steht gesondert unter Denkmalschutz. Ursprünglich sollte die Kirche bereits Ende der 1930er-Jahre eine Orgel erhalten. Die Anschaffung wurde aufgrund des Zweiten Weltkriegs jedoch verschoben.
Die Westempore besteht aus dunkel lasiertem Holz und stammt ebenfalls aus der Bauzeit der Kirche. Eine Bronzeglocke, die ebenfalls gesondert unter Denkmalschutz steht, stammt aus dem Jahr 1934 und wurde vom Unternehmen Franz Schilling Söhne aus Apolda gefertigt wurde. Bereits vor dem Bau der Kirche hatte die Kirchengemeinde eine Glocke angeschafft und im Schulgarten am Heidereuterweg zwischen zwei Kiefernstämmen aufgehängt.